# 艾迪生 (紐約州村)
艾迪生（英語：Addison）是位於美國紐約州斯托本縣的村。

## 人口
根據2020年美國人口普查的數據，艾迪生的面積為4.90平方千米，皆為陸地。當地共有人口1561人，而人口密度為每平方千米319人。